# Jyotirmath
Jyotirmath (hindi जोशीमठ) – miasto w północnych Indiach w stanie Uttarakhand, na pogórzu Himalajów Wysokich.
Populacja miasta w 2001 roku wynosiła 13 202 mieszkańców.